# Jan Bruggeman
Jan Gerbrand Bruggeman (Den Haag, 28 februari 1927 – Den Haag, 9 april 1993) was een Nederlands politicus. Voor de Volkspartij voor Vrijheid en Democratie was hij van 31 januari 1985 tot 3 juni 1986 lid van de Tweede Kamer der Staten-Generaal.
Bruggeman studeerde van 1945 tot 1954 geschiedenis aan de Rijksuniversiteit Leiden. Hij was leraar geschiedenis en later werkzaam op het ministerie van Buitenlandse Zaken, onder andere als chef onderzoek en documentatie. Bij de Tweede Kamerverkiezingen 1982 stond hij op de kieslijst van de VVD, maar werd hij niet gekozen. Op 31 januari 1985 werd hij alsnog tussentijds beëdigd in het parlement, als opvolger van de overleden Harry Waalkens. Bruggeman hield zich als Kamerlid vooral bezig met ontwikkelingssamenwerking. Bij de Tweede Kamerverkiezingen 1986 werd hij niet herkozen.
Bruggeman was een jarenlange vriend van schrijver J.J. Voskuil. Hij stond model voor het karakter Jan Breugelman, de hoofdpersoon uit het boek Requiem voor een vriend van Voskuil.
- Biografisch Portaal: 81512327
- Parlement.com: vg09llo7vtxq